# Sara Martin (zangeres)
Sara Martin (Louisville (Kentucky), 18 juni 1884 - aldaar, 24 mei 1955) was een Amerikaanse blues- en vaudeville-zangeres. Ze was een van de beste blueszangeressen van de jaren '20 en maakte veel platen. In haar hoogtijdagen stond ze bekend als the Blues sensation of the West.
Martin werkte aanvankelijk als vaudeville-zangeres, onder meer in Illinois. Begin jaren twintig ging ze blues zingen en in 1922 sloot ze een platencontract met Okeh, waarvoor ze tot 1928 opnames maakte (soms onder de namen Margaret Johnson of Sally Roberts). Ze werd daarbij vaak begeleid door Sylvester Weaver (banjo of gitaar) en pianist Clarence Williams, die af en toe ook zong. Op sommige opnamen speelden mannen als Sidney Bechet, King Oliver, Fats Waller en Bubber Miley. In dezelfde periode trad ze met veel succes op in het T.O.B.A.-circuit in het zuiden van Amerika. Later ging ze ook aan de oostkust zingen. In 1929 verscheen ze in de film 'Hello Bill', met Bill Bojangles Robinson en een jaar later in de eerste geluidsfilm waarin alleen maar Afro-Amerikanen speelden: 'Darktown Revue'.
Sara Martin had een diepe, volle stem en als ze optrad zong ze met veel drama. Ze werd vaak aangekondigd als the Famous Moanin' Mama of the Colored Sophie Tucker. In haar hoogtijdagen stond ze bekend als the Blues sensation of the West. In de tweede helft van de jaren twintig werden er minder plaatopnames van haar gemaakt dan voorheen. Begin jaren dertig trok ze zich terug uit de showbizz, ging terug naar Louisville en leidde daar een verpleeghuis. Wel zong ze een tijd in een kerkkoor. Sara Martin stierf aan de gevolgen van een beroerte.

## Discografie
- 1922-1928, Best of Blues
- Complete Recorded Works, volume 1: 1922-1923, Document
- Complete Recorded Works, volume 2: 1923-1924, Document
- Complete Recorded Works, volume 3: 1924-1925, Document
- Complete Recorded Works, volume 4: 1925-1928, Document
- The Famous Moanin' Mama: 1922-1927 (compilatie), Challenge